# Tabanus auricingulatus
Tabanus auricingulatus är en tvåvingeart som beskrevs av Schuurmans Stekhoven 1926. Tabanus auricingulatus ingår i släktet Tabanus och familjen bromsar. Inga underarter finns listade i Catalogue of Life.